# Слепцова, Матрёна Васильевна
Матрёна Васильевна Слепцова (29 марта (11) апреля 1916 год, село Уолбут, Якутская область — 27 мая 1995, Якутск) — якутская советская театральная актриса, народная артистка РСФСР (1962), народная артистка Якутской АССР (1952)..

## Биография
Матрёна Васильевна Слепцова родилась 29 марта (11) апреля 1916 года в селе Уолбут Олекминского округа (ныне — Чаринского наслега Олекминского района Якутии) в семье крестьянина-бедняка Василия Егоровича Кузьмина и Параскевы Николаевны Дорофеевой.
Училась в Кыллахской и во II Нерюктяйской школах Олекминского района. С 15 лет проявляла сценические способности, выступая с юмористическими и сатирическими рассказами, вызывала восторженное одобрение зрителей. Особенно ей удавались монологи и инсценировки. В 1932 году её отправили на учёбу в Москву в Государственный институт театрального искусства (класс И. М. Толчанова, педагоги профессор Е. Ф. Сарычева, К. Я. Тупоногов).
С 1936 года играла в Якутском государственном драматическом театре им. П. А. Ойунского. Сыграла свыше ста ролей.

Избиралась депутатом Верховного Совета Якутской АССР шестого созыва и Якутского городского Совета народных депутатов второго, третьего созывов.

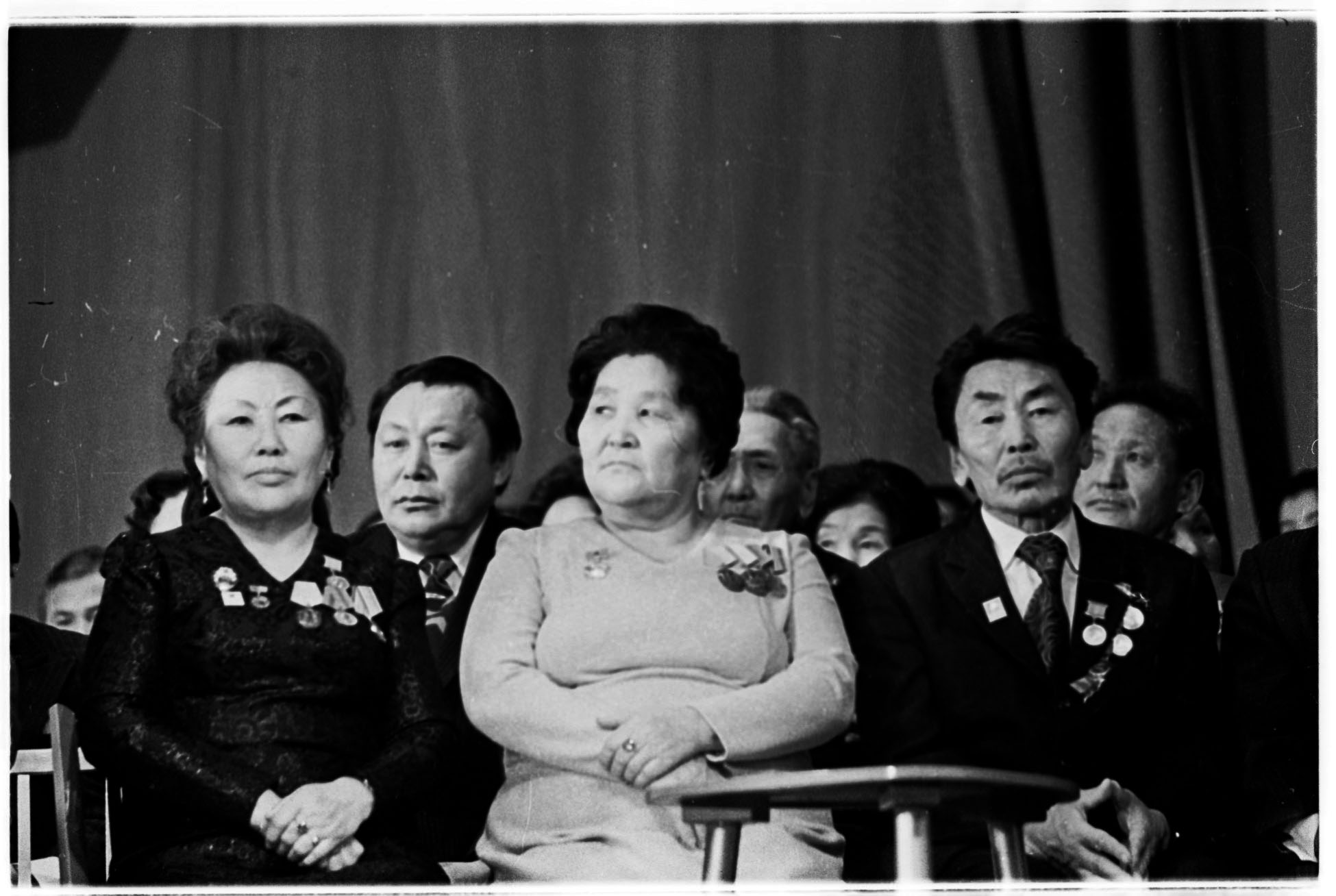
Народные артистки РСФСР Анна Егорова, Матрена Слепцова, народный артист СССР Дмитрий Ходулов. 1974 г.

### Семья
У Матрены Васильевны была большая дружная артистическая семья. С супругом Марком Дмитриевичем Слепцовым (1914—1989), народным артистом РСФСР создали замечательный творческий тандем, который зародился еще во времена студенчества в ГИТИСе. Оба стояли у истоков зарождения Саха академического театра им. П.А. Ойунского и верой и правдой служили ему до последних дней своих.
Является свояченицей народного артиста СССР, депутата Верховного Совета СССР Дмитрия Федоровича Ходулова. 
Гостеприимный дом Матрены Васильевны и Марка Дмитриевича всегда был центром культурного притяжения для творческой, артистической богемы. Жили Слепцовы в большой просторной квартире по адресу: Якутск, проспект Ленина, 42.
Дети:
- Дочь — Айталина Марковна (12 января 1940 — 4 апреля 2004 гг.), педагог, учитель начальных классов СОШ №26[2] г. Якутска;
- Сын — Марк Маркович Слепцов (16 марта 1942 — 23 ноября 2007 гг.), пианист, концертмейстер, заслуженный артист Якутской АССР [3] [4] [5], обладатель памятной Бронзовой медали Фонда Сергея Дягилева;
- Дочь — Светлана Марковна (7 июня 1946 — 18 октября 2007 гг.), преподаватель Якутской республиканской музыкальной школы по классу фортепиано;
- Сын — Валерий Маркович;
- Сын — Александр Маркович (11 ноября 1954 — 26 декабря 2021 гг.).

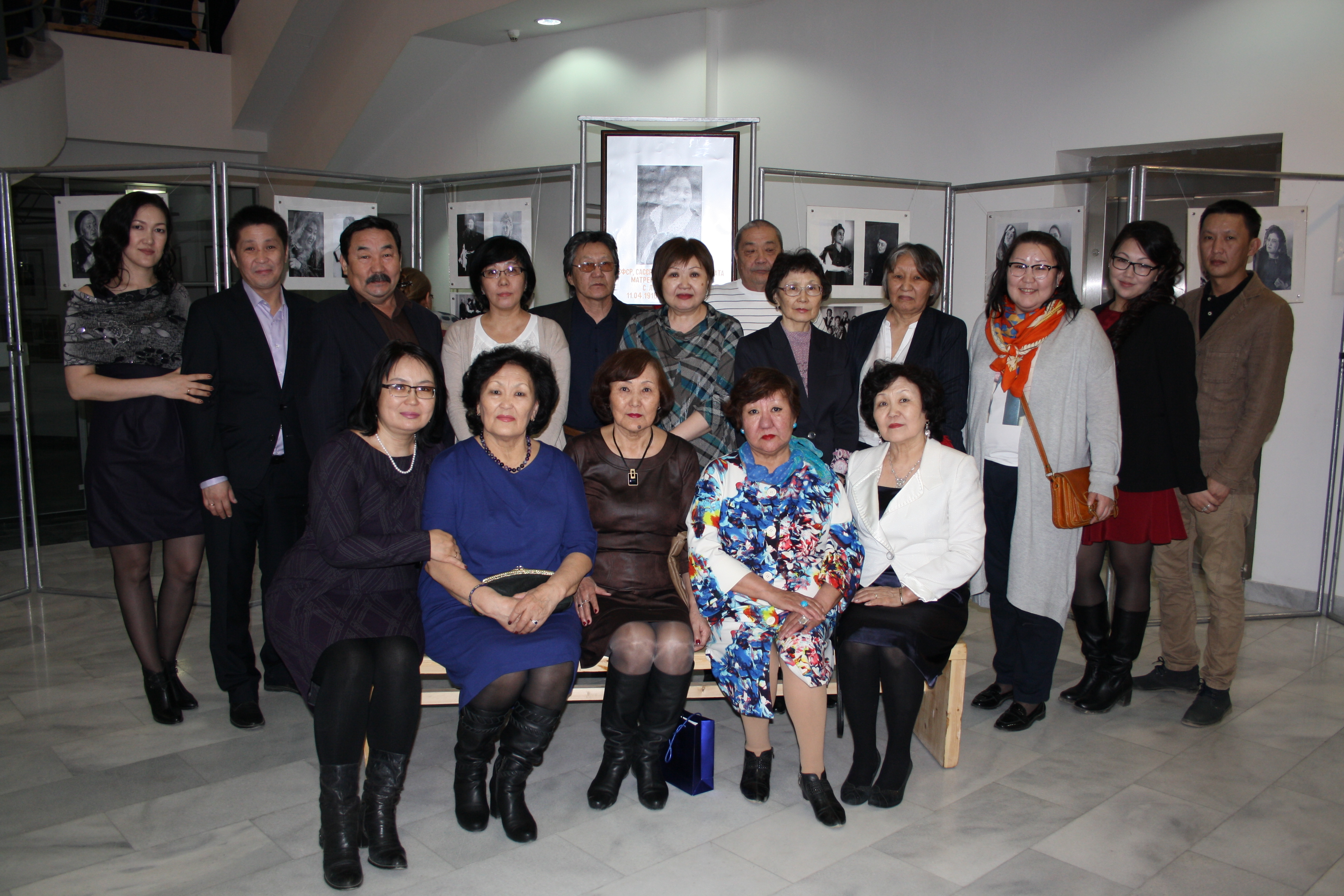
100-летие Матрены Васильевны Слепцовой в Саха академическом театре. Семьи Слепцовых, Ходуловых, Ощепковых. Апрель 2016 г.

## Награды и премии
- Заслуженная артистка Якутской АССР (1941).
- Народная артистка Якутской АССР (1952).
- Заслуженная артистка РСФСР (1956).
- Народная артистка РСФСР (1962).
- Орден «Знак Почёта» (1952).
- Орден «Знак Почёта» (1957).
- медали,
- Почётные грамоты Президиумов Верховных Советов РСФСР и ЯАССР.

## Работы в театре
- «Разрыв сетей» Н. Мординова — Пелагея
- «Гроза» А. Островского — Феклуша
- «Лес» А. Островского — Улита
- «Таланты и поклонники» А. Островского — Домна
- «Бешеные деньги» А. Островского  — Чебоксарова
- «На дне» М. Горького — Василиса
- «Егор Булычов и другие» М. Горького — Меланья
- «Вишнёвый сад» А. Чехова — Раневская
- «Отелло» У. Шекспира — Эмилия
- «Нашествие» Л. Леонова — Анна Николаевна
- «Незабываемый 1919-й» В. Вишневского — Мария Буткевич
- «Платон Кречет» А. Корнейчука — Мария Тарасовна
- «Калиновая роща» А. Корнейчука — Наталия Ковшик
- «День рождения Терезы» Г. Мдивани — Тереза
- «Коварство и любовь» Ф. Шиллера — Леди Мильфорд
- «Братья» С. Ефремова — Варвара
- «Сайсары» С. Омоллоона — Сайсары
- «Перед восходом солнца» С. Омоллоона — Норо
- «Манчары» В. Протодьяконова — Мария
- «Утро Лены» И. Гоголева — Аан Далбар
- «Тундровый снегирь» И. Бочкарёва — Олера
- «Семья Тарабукиных» Заболоцкого — Елена